# Плато Маркагунт
Плато Маркагунт — расположено в юго-западной части штата Юта (США), между магистралью №15 и шоссе №89. Площадь плато составляет порядка 2100 кв км.
Маркагунт входит в состав одной из высокогорных частей плато плато Колорадо. На языке индейцев-пайютов, название плато означает «нагорье деревьев».
На территории плато находится национальный монумент Сидар-Брикс и часть национального леса Дикси. Высшая точка этой местности — пик Брайн Хед (3446 м).
Плато образовано в результате вулканической активности. Его территория представляет собой область базальтовых шлаковых конусов и застывших потоков лавы. Последнее извержение произошло около 1050 года.